# Louis Sarrut
Pour les articles homonymes, voir Sarrut.
Louis Sarrut (16 août 1850 - 21 juillet 1927) est un magistrat français.

## Biographie
Louis Jules Sarrut est le fils de Joseph Sarrut, pasteur de Valleraugue.
Reçu bachelier ès lettres et ès sciences de la faculté de Montpellier, il fait son droit à Aix-en-Provence puis à Nancy où, en 1874, il passe sa thèse de doctorat. Le 29 juin 1880, il est nommé aux fonctions d’avocat général près la Cour d’appel de Grenoble. Il est ensuite avocat général au Parquet de la Cour de Paris.
Il est procureur général en 1911 puis premier président de la Cour de cassation de 1917 à 1925.